# Коростелёв, Александр Алексеевич
Александр Алексеевич Коростелёв  (1887—1937) — советский партийный деятель, участник революционного движения в России.

## Биография
Родился 27 сентября (9 октября по новому стилю) 1887 года в Самаре в семье извозчика. Рано потерял отца, и у матери осталось пятеро детей. В 14 лет Александр стал учеником токаря на механическом заводе. Еще подростком с братом Георгием участвовал в выступлениях рабочих за свои права. 
В феврале 1905 года он вступил в члены РСДРП и Самарский городской комитет партии направил его на сахарный завод в село Богатое, где Коростелёв организовал кружок социал-демократов, руководил стачкой. Вернувшись в Самару, был в Совет аграрной группы городского комитета РСДРП(б). В 1907 году был арестован. Выйдя на свободу, организовал в Самаре подпольную типографию, где печатались прокламации. 30 апреля 1908 года снова был арестован и выслан на два года в Усть-Сысольск. Затем Коростелёв переехал в Оренбург, где устроился в токарный цех Главных железнодорожных мастерских, став вожаком рабочих предприятия. Распространял в городе газету «Правда», где под псевдонимом А. Алексеев публиковал заметки и письма оренбургских рабочих Оренбурга. При его участии был организован кружок самообразования, в котором занималось более 200 рабочих.
После свержения царизма Коростелева избрали в Совет от Главных железнодорожных мастерских, вскоре он стал его председателем. В марте 1917 года был избран в созданный в Оренбурге Объединенный Совет рабочих и солдатских депутатов, где тоже стал председателем. 10 сентября 1917 года был создан Оренбургский комитет РСДРП(б) во главе с Коростелёвым. В конце сентября этого же года состоялась первая Оренбургская конференция большевиков. После победы Октябрьского вооруженного восстания в Петрограде, Оренбург был объявлен Александром Дутовым на военном положении. Коростелёв был арестован, но под давлением рабочих освобожден. 14 ноября 1917 года весь Совет был арестован, Коростелёв с товарищами оказался в Беловской тюрьме, откуда в декабре они бежали и направились в район Бузулука, где формировались красногвардейские отряды для освобождения губернского города. После оставления Дутовым Оренбурга, 18 января 1918 года, в городе установилась Советская власть. К работе приступил Военно-революционный комитет, председателем которого стал С. М. Цвиллинг, а его заместителем — Коростелёв. После гибели в бою Цвиллинга, в апреле 1918 года, председателем Оренбургского губисполкома был Александр Коростелев.
В марте 1920 года А. А. Коростелёв стал комиссаром Ташкентской железной дороги. По 1921 года был народным комиссаром путей сообщения Киргизской (Казакской) АССР. В 1921 году был переведен на работу в Москву членом коллегии рабоче-крестьянской инспекции. На IV съезде профсоюзов СССР он был избран членом президиума ВЦСПС, а затем возглавил профсоюз учителей страны, проработав там по 1929 год. В 1929—1930 годах председатель «Металлотреста», в 1931—1934 годах — помощник начальника объединения «Союзтранс», с июля 1934 года был управляющий трестом авторемонтного и гаражного оборудования «Гаро» Народного комиссариата местной промышленности РСФСР.
Был арестован 11 июля 1937 года и осужден Военной коллегией Верховного cуда СССР по обвинению в	участии в антисоветской организации и подготовке террористических актов. Приговорен к расстрелу 3 сентября 1937 года, приговор был приведен в исполнение в этот же день. Захоронен на Донском кладбище, могила 1. Реабилитирован 4 апреля 1956 года определением Военной коллегии Верховного суда СССР.
В Оренбурге и Самаре именем братьев Коростелёвых названы улицы.